# Svetli Dol
Svetli Dol este o localitate din comuna Štore, Slovenia, cu o populație de 73 de locuitori.